# Charles-Alexandre Léon Durand Linois
Charles-Alexandre Léon Durand Linois, francoski admiral, * 27. januar 1761, † 2. december 1848.
Najbolj je znan po zmagi v bitki za Algeciras. Leta 1803 ga je Napoleon imenoval za poveljnika francoske eskadre v Indijskem oceanu; zaradi težkih razmer se je leta 1806 umaknil iz morja.